# José Gonçalves Heleno
José Gonçalves Heleno (* 3. November 1927 in Cipotânea, Minas Gerais; † 1. September 2021 in Caratinga) war ein brasilianischer Geistlicher und römisch-katholischer Bischof von Governador Valadares.

## Leben
José Gonçalves Heleno besuchte zunächst die Schule in seinem Heimatort und später das Kleine Seminar in Mariana. Anschließend studierte er Philosophie und Katholische Theologie am Priesterseminar São José in Mariana. Am 30. November 1952 empfing Gonçalves Heleno das Sakrament der Priesterweihe in Mariana. Danach war er in den Pfarreien in Rio Espera, Desterro do Melo und Mercês tätig.
Am 19. Juli 1976 ernannte ihn Papst Paul VI. zum Koadjutorbischof von Governador Valadares. Der Erzbischof von Mariana, Oscar de Oliveira, spendete ihm am 18. Oktober desselben Jahres in Mercês die Bischofsweihe; Mitkonsekratoren waren Hermínio Malzone Hugo, Bischof von Governador Valadares, und José Nicomedes Grossi, Bischof von Bom Jesus da Lapa. Sein Wahlspruch Evangelizare divitias Christi („Verkündet den Reichtum Christi“) stammt aus Eph 3,8 .
Nach der Emeritierung von Hermínio Malzone Hugo am 7. Dezember 1977 folgte José Gonçalves Heleno ihm als Bischof von Governador Valadares nach. Außerdem war er zwischen 1995 und 1998 Apostolischer Administrator des Bistums Guanhães.
Am 25. April 2001 nahm Johannes Paul II. sein vorzeitig vorgebrachtes Rücktrittsgesuch an. Seitdem lebte er in Caratinga, wo sein Bruder Hélio Gonçalves Heleno bis 2011 Bischof von Caratinga war.